# Банзен, Юлиус
Юлиус Фридрих Август Ба́нзен (нем. Julius Friedrich August Bahnsen; род. 30 марта 1830,     Тённер, Южная Дания, Дания — 7 декабря 1881, Лауэнбург, Кёслин, провинция Померания, Королевство Пруссия) — немецкий философ и эстетик. Известен тем, что в своём учении соединил волюнтаризм Артура Шопенгауэра и диалектику Гегеля.

## Биография
Родился 30 марта 1830 года в Тондерне, который на тот момент входил в Шлезвиг-Голштейн.
Начал изучать философию в 1848 году в Киле.  Принимал участие в Датско-прусской войне (1848-1850). После прослушал курс лекций в Тюбингене по предложению Якоба Райфа. Углублял изучение философии и эстетики под влиянием Фридриха Фишера. С 1858 года преподаватель гимназии в поморском Лауэнбурге.
В этом же городе Банзен и умер 7 декабря 1881 года.

## Философское и этико-эстетическое учение
Как последователь Шопенгауэра полагал, что слепая воля является единственной реальностью, Банзен пытался ее индивидуализировать и показать ее распадение на множество отдельных воль, которые носят противоречивый характер. Ядром действительности — противоречие. «Реальная диалектика», которую развивает Банзен на основании диалектики Гегеля, приводит к метафизическому плюрализму и индивидуализму, согласно которому сущность мира заключается в трагическом самораздвоению мировой воли, выраженную в разобщении взаимопротиворечащих индивидов (генад) и в раздвоении воли каждого из них. Противоречия между индивидуальными волями и внутри каждой из воль разрешены быть не могут. Во всём этом находился исток его этико-эстетического анализа трагического, которая понималась Банзеном как основная характеристика бытия. Прекрасное — видимость примирения противоречий. Соединение прекрасного и трагического представлено в юморе, в котором дух возвышается над волей и обладает предельной ясностью о трагичности и противоречиях мира.
Банзен утверждал, что нравственность индивида предполагает действия, который исходит из своей воли при согласовании с волей других людей. Мир является борьбой противоположных начал. Мир же человека характеризует борьба противоположных мотивов. На этом анализе противоречивых мотивов  Банзеном развивал собственную характерологию, считается одной из основных фигур в развитии данного учения.
В целом по Банзену мир был алогичным и непознаваемым, из этого вытекала неспособность поддаваться общественным изменениям.

## Основные сочинения
- Веiträge zur Charakterologie (2 тома, Лейпциг, 1867);
- Das Tragische, als Weltgesetz und der Humor als ästhetische Gestalt des Metaphysishen (Лейпц., 1877);
- Der Widerspruch im Wissen und Wesen der Welt (Лейпциг, 1880).